# Kevin Briggs
Sergentul Kevin Briggs (supranumit Gardianul de la Golden Gate) este un ofițer al California Highway Patrol care a convins mai mult de două sute de oameni să nu sară de pe podul Golden Gate în golful San Francisco. În 2013, Briggs a anunțat că se retrage din California Highway Patrol ca să se concentreze pe munca de prevenire a suicidului.

## Biografie
Briggs s-a angajat în 1994 la California Highway Patrol după ce un prieten de-al său a început să lucreze acolo. Pe parcursul carierei sale, se estimează că a prevenit oameni de la suicid pe podul Golden Gate aproximativ de două ori pe lună. Conform acestor estimări, Briggs a prevenit două sute de cazuri de suicid; doar două dintre persoanele cu care a vorbit au ales totuși să sară.
Potrivit lui Briggs într-un interviu din 2003, atunci când vedea un om la marginea podului, începea conversația prin a întreba „ce mai faci?” și „ce planuri ai pentru ziua de mâine?”. Dacă cineva răspundea că nu are planuri, Briggs îi dădea sugestii și îl invita a doua zi la pod să îi spună cum a mers. În 2013, Briggs a adăugat că îi mai întreabă pe oameni „ai venit ca să-ți provoci durere?”.
În mai 2013, Fundația Americană pentru Prevenirea Suicidului a recunoscut public meritele California Highway Patrol oferindu-le un premiu. Premiul a fost acceptat de Briggs în numele organizației. În noiembrie 2013, NBC News a transmis că Briggs se pensionează. După retragerea sa din California Highway Patrol, planifica să se dedice muncii de prevenire a suicidului. Briggs este, de asemenea, veteran al Armatei Statelor Unite.